# Bucklandiella
Bucklandiella là một chi rêu trong họ Grimmiaceae.